# Top Hole Records
Top Hole Records is een onafhankelijk platenlabel uit Friesland dat in 1980 werd opgericht door Josh Haijer.

## Geschiedenis
Top Hole Records, oorspronkelijk gevestigd in Langezwaag, begon toen de Engelse zanger Mark Foggo - die geregeld in het Jongerencentrum Het Pakhuis te Heerenveen kwam - aan de toenmalige projectleider Jos Haijer vroeg of hij wilde helpen bij het uitbrengen van de eerste single van Mark Foggo and the Secret Meeting, een band die hij net had geformeerd. Haijer had ervaring opgedaan in de muziekwereld met de verzamel-lp Groeven uit Heerenveen. Een platenlabel werd opgericht en de single New Shoes werd uitgebracht. De aanstekelijke ska muziek van Foggo werd opgepikt door de radio en de single bezorgde de band veel optredens en een platendeal bij Polydor.
Geïnspireerd hierdoor volgden in de loop der tijd acts als Social Security en The Security, de pretpunkband Boegies en het vervolg daarop, de heavy punkband Dandruff!!, Weekend at Waikiki, the Visitor, MAM, de band rond Tom America en Pieter Bon, de Raggende Manne, Toylets (de eerste band van Paul Dokter van The Serenes), de band van bassist Simon Gallup (van The Cure): Fools Dance. Belangrijk was ook The Visitor, de band rond de Friese muzikant Ernst Langhout. Eveneens Fries was de Okke Hel met zanger/gitarist Piter Wilkens. 
Componist en multi-instrumentalist Peter Sijbenga bracht met It Dockumer Lokaeltsje, Deinum en Sex Ettek enkele veelbesproken albums uit op het label.  
Op Top Hole verscheen ook een album van Anneke Grönloh met teksten van Jan Rot. 
Online materiaal verscheen onder meer van de Amsterdamse band L'Attentat (met Allard Jolles, de eerste drummer van Claw Boys Claw), van protestzanger Armand en ook van Umberto di Bosso é Compadres waarin zanger/brulboei/schrijver Lammert Voos een hoofdrol speelt. Van de Groninger band I Spy verscheen online de single Superstitious waarin trompettist Eric Vloeimans op meespeelt.